# Glen Chapron
 (juin 2019).
Pour les articles homonymes, voir Chapron.
Glen Chapron, né le 21 février 1982, est un auteur de bande dessinée et illustrateur français.

## Biographie
Glen Chapron est diplômé de l'atelier de gravure de l'École Estienne à Paris ainsi que de l’atelier d’illustration de l'École supérieure des arts décoratifs de Strasbourg. Il collabore régulièrement aux publications du Collectif Troglodyte et a lancé avec Julia Wauters le fanzine Écarquillettes.
Il participe au feuilleton en ligne Les Autres Gens scénarisé par Thomas Cadène.
Son premier album Vents dominants, sur un scénario de Julia Wauters, sort en 2009,.
En 2012, avec Loïc Dauvillier au scénario, il adapte le roman de Yasmina Khadra L'Attentat.
En avril 2018 paraît Une histoire corse, sur un scénario de Dodo, racontant l'histoire d'une femme corse se découvrant un demi-frère, découverte entrainant le dévoilement d'autres secrets de famille,,.
En 2025 il publie La Veuve, un récit en noir et blanc adapté du roman éponyme de Gil Adamson (en).

## Œuvres
- Daphnée et Iris, KSTЯ, 2009
Scénario : Géraldine Ranouil et Grisseaux - Dessin : Glen Chapron
- Les Vents dominants, Éditions Sarbacane, 2009
Scénario : Julia Wauters - Dessin : Glen Chapron
- L'Attentat, Glénat, 2012
Scénario : Loïc Dauvillier, d'après Yasmina Khadra - Dessin : Glen Chapron
- L'École de ma vie, texte de Marie Desplechin, illustrations de Glen Chapron, L'École des loisirs, 2017
- Une histoire corse, Glénat, 2018
Scénario : Dodo - Dessin et couleurs : Glen Chapron
- La Veuve, Glénat, 2025
Scénario : Glen Chapron, d'après le roman de Gil Adamson (en) - Dessin : Glen Chapron